# 和束町
和束町（わづかちょう）は、京都府の南部に位置する町。煎茶の日本一の産地である。相楽郡に属す。
「日本で最も美しい村」連合に加盟している。同連合で認定された登録地域資源は、「多様な茶畑景観と瓦屋根の集落が一体となった茶源郷」、および「鎌倉時代から継承する茶文化」である。

## 概要

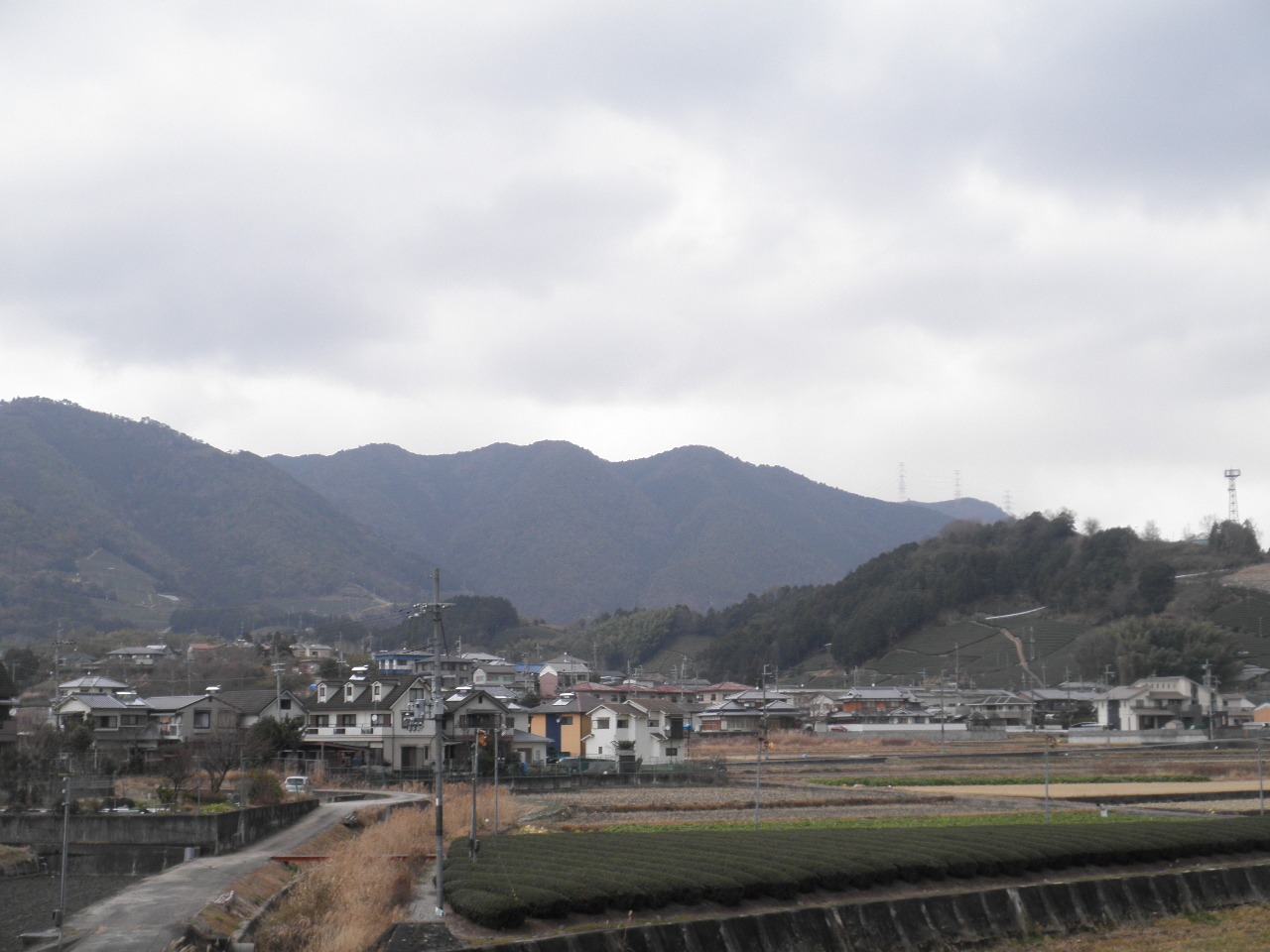
和束町中心部

奈良時代には聖武天皇が造営した恭仁京と紫香楽宮を結ぶ恭仁京東北道が通る交通の要衝であった。平安時代から鎌倉時代には、奈良の興福寺や京都の北野天満宮の荘園が置かれ、和豆香杣之荘、和束荘などと呼ばれた。
江戸時代に将軍徳川秀忠の娘が天皇の中宮となったときには、この地が化粧料として朝廷へ献上され、皇室の直轄地「禁裏御料地」となった。
京都府最大の茶産地で日本遺産「日本茶800年の歴史散歩」の認定を受けている8市町村の一つである。「人が輝き美緑（みりょく）あふれる郷 和束」を町の標語に掲げている。

## 地理

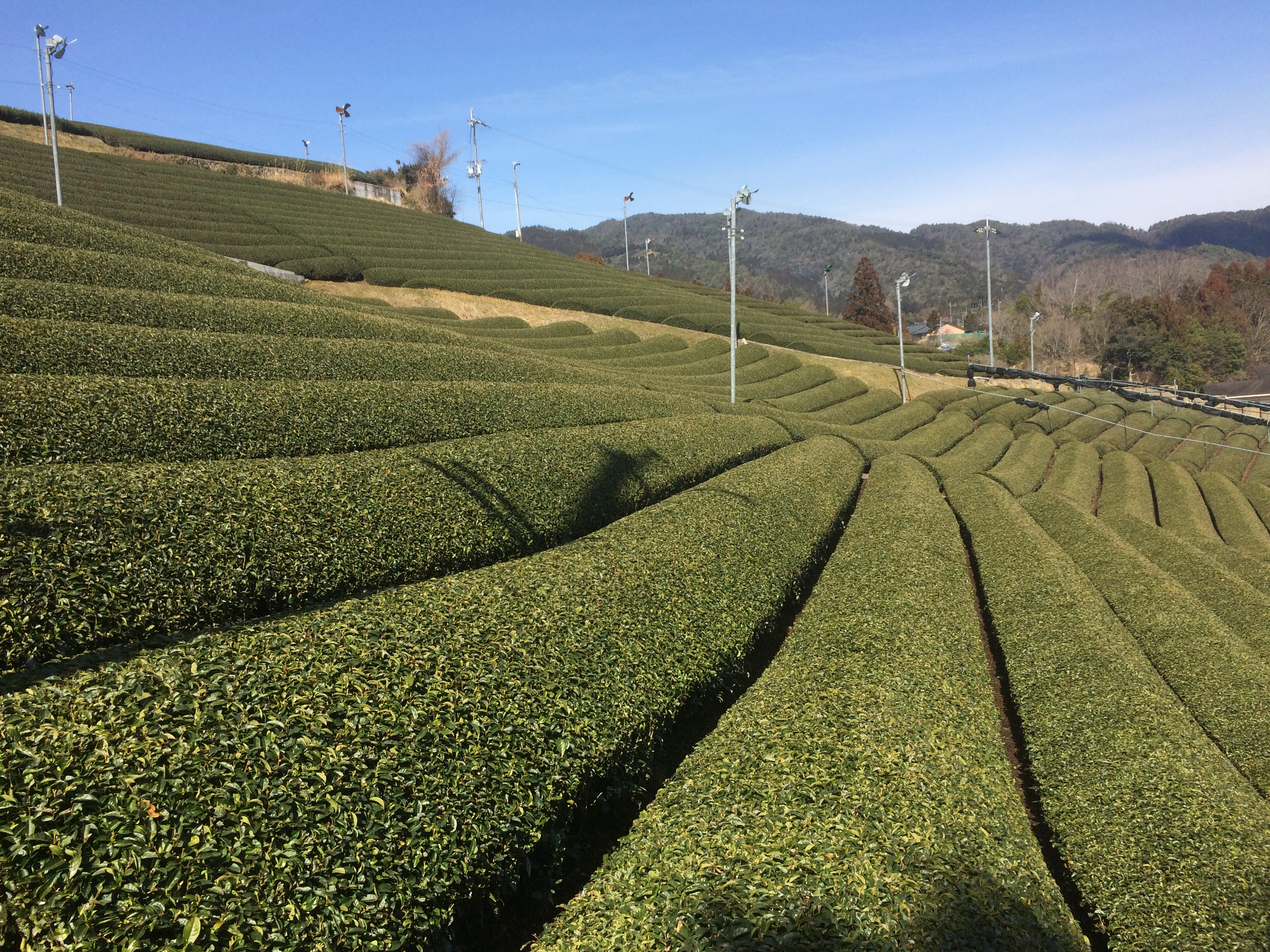
和束町の茶畑の風景

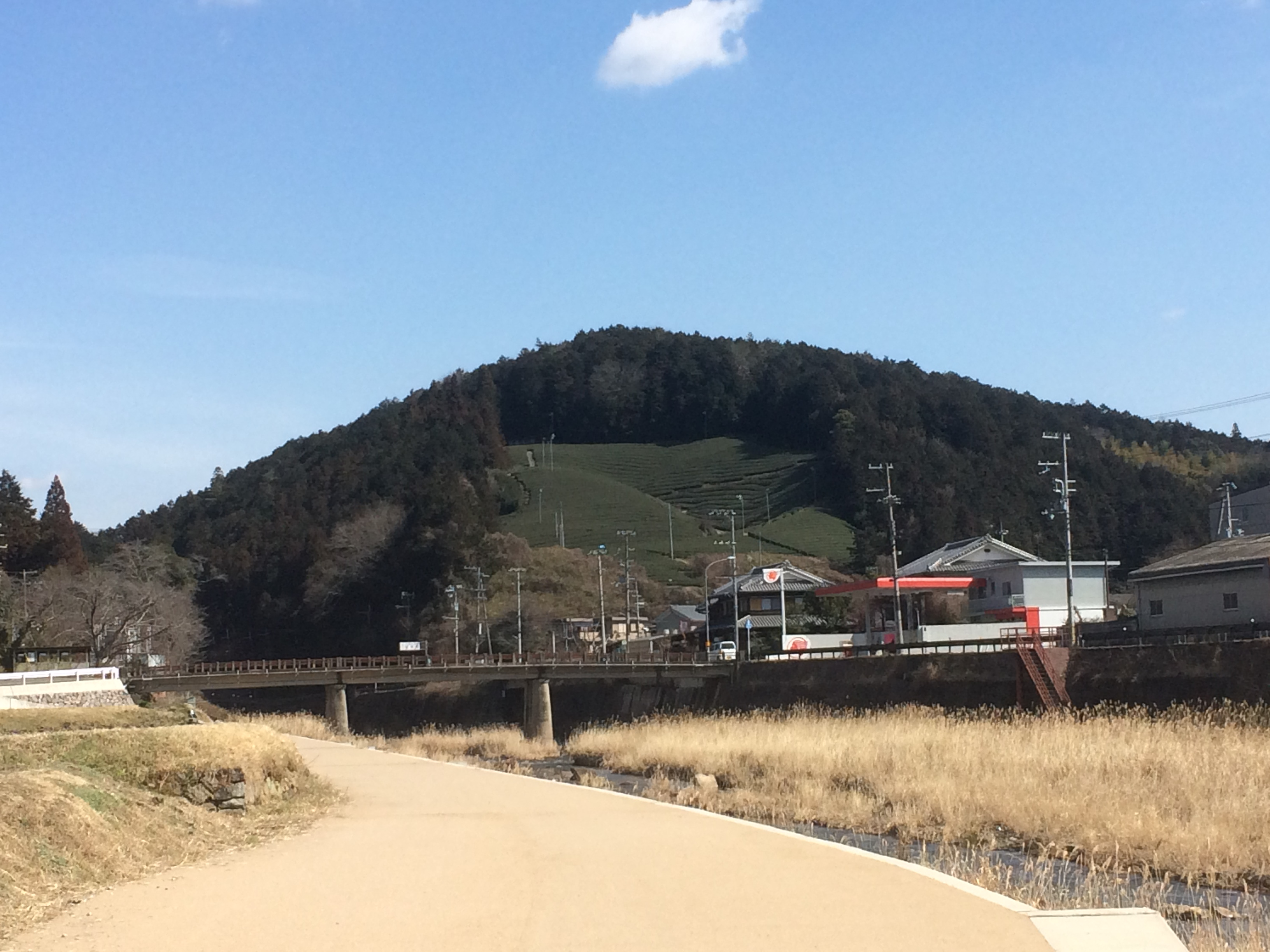
和束町の正法寺山

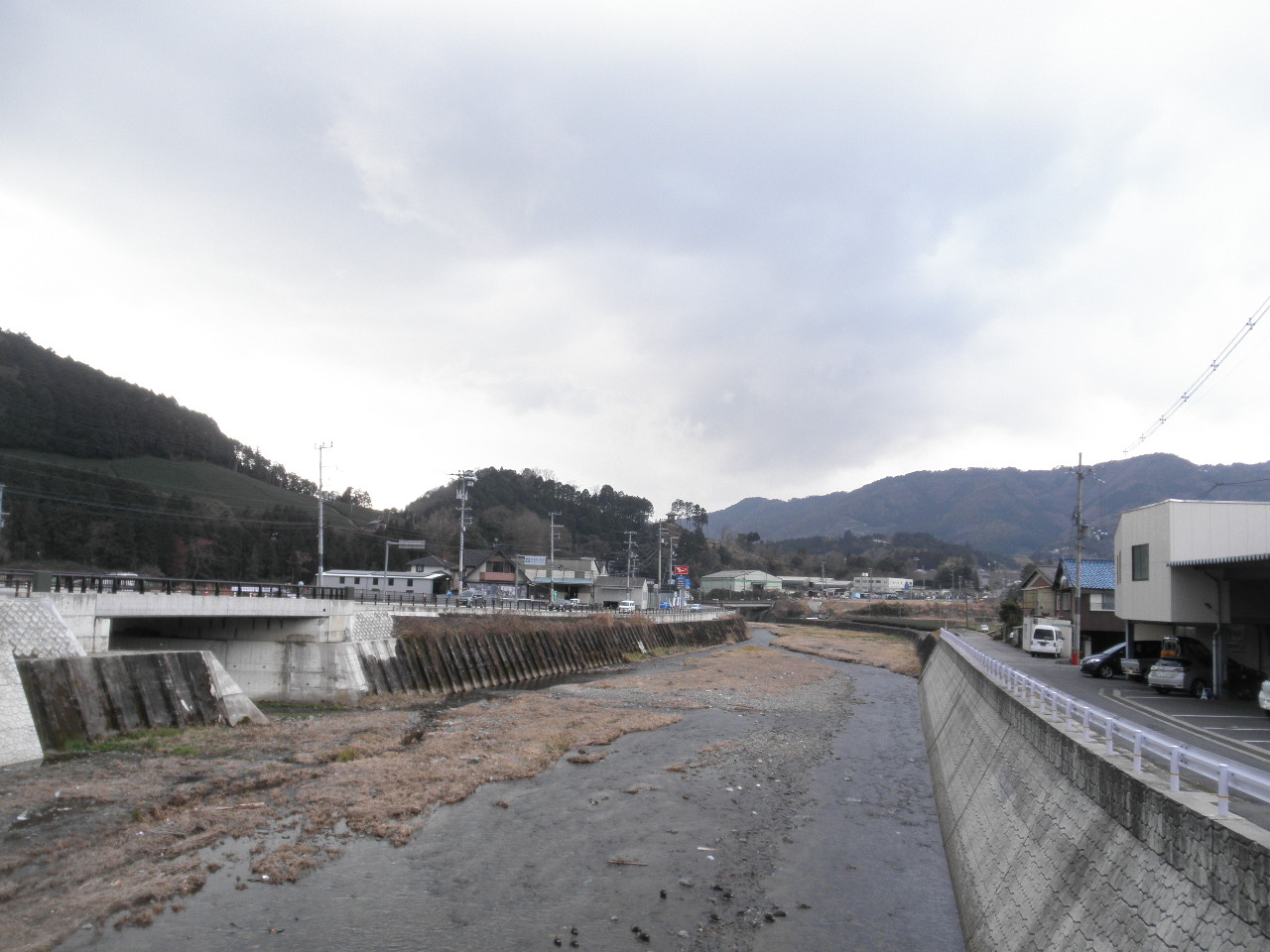
和束川
釜塚字前田で撮影

### 位置
京都府の南東側に位置する町であり、和束川沿いに市街地を形成している。

### 地形

#### 山地
主な山
- 正法寺山
- 湯谷山
- 鷲峰山

#### 河川
主な川
- 南川
- 和束川
- 中村川
- 小瀬川
- 清水谷川
- 大淵川
- 小合谷川

### 人口
平成22年国勢調査より前回調査からの人口増減をみると、10.30%減の4,483人であり、増減率は府下26市町村中23位、36行政区域中33位。
| |                                        |  |
| 和束町と全国の年齢別人口分布（2005年） | 和束町の年齢・男女別人口分布（2005年） |  |
| ■紫色 ― 和束町 ■緑色 ― 日本全国 | ■青色 ― 男性 ■赤色 ― 女性              |  |
| 和束町（に相当する地域）の人口の推移 \| 1970年（昭和45年） \| 6,316人 \| \| \| 1975年（昭和50年） \| 6,244人 \| \| \| 1980年（昭和55年） \| 6,290人 \| \| \| 1985年（昭和60年） \| 6,333人 \| \| \| 1990年（平成2年） \| 6,079人 \| \| \| 1995年（平成7年） \| 5,921人 \| \| \| 2000年（平成12年） \| 5,457人 \| \| \| 2005年（平成17年） \| 4,998人 \| \| \| 2010年（平成22年） \| 4,482人 \| \| \| 2015年（平成27年） \| 3,956人 \| \| \| 2020年（令和2年） \| 3,478人 \| \| |                                        |  |
| 総務省統計局 国勢調査より |                                        |  |
| 1970年（昭和45年） | 6,316人                                |  |
| 1975年（昭和50年） | 6,244人                                |  |
| 1980年（昭和55年） | 6,290人                                |  |
| 1985年（昭和60年） | 6,333人                                |  |
| 1990年（平成2年） | 6,079人                                |  |
| 1995年（平成7年） | 5,921人                                |  |
| 2000年（平成12年） | 5,457人                                |  |
| 2005年（平成17年） | 4,998人                                |  |
| 2010年（平成22年） | 4,482人                                |  |
| 2015年（平成27年） | 3,956人                                |  |
| 2020年（令和2年） | 3,478人                                |  |

### 隣接自治体
京都府
- 木津川市
- 相楽郡：笠置町
- 相楽郡：南山城村
- 綴喜郡：宇治田原町
- 綴喜郡：井手町

滋賀県
- 甲賀市

## 歴史

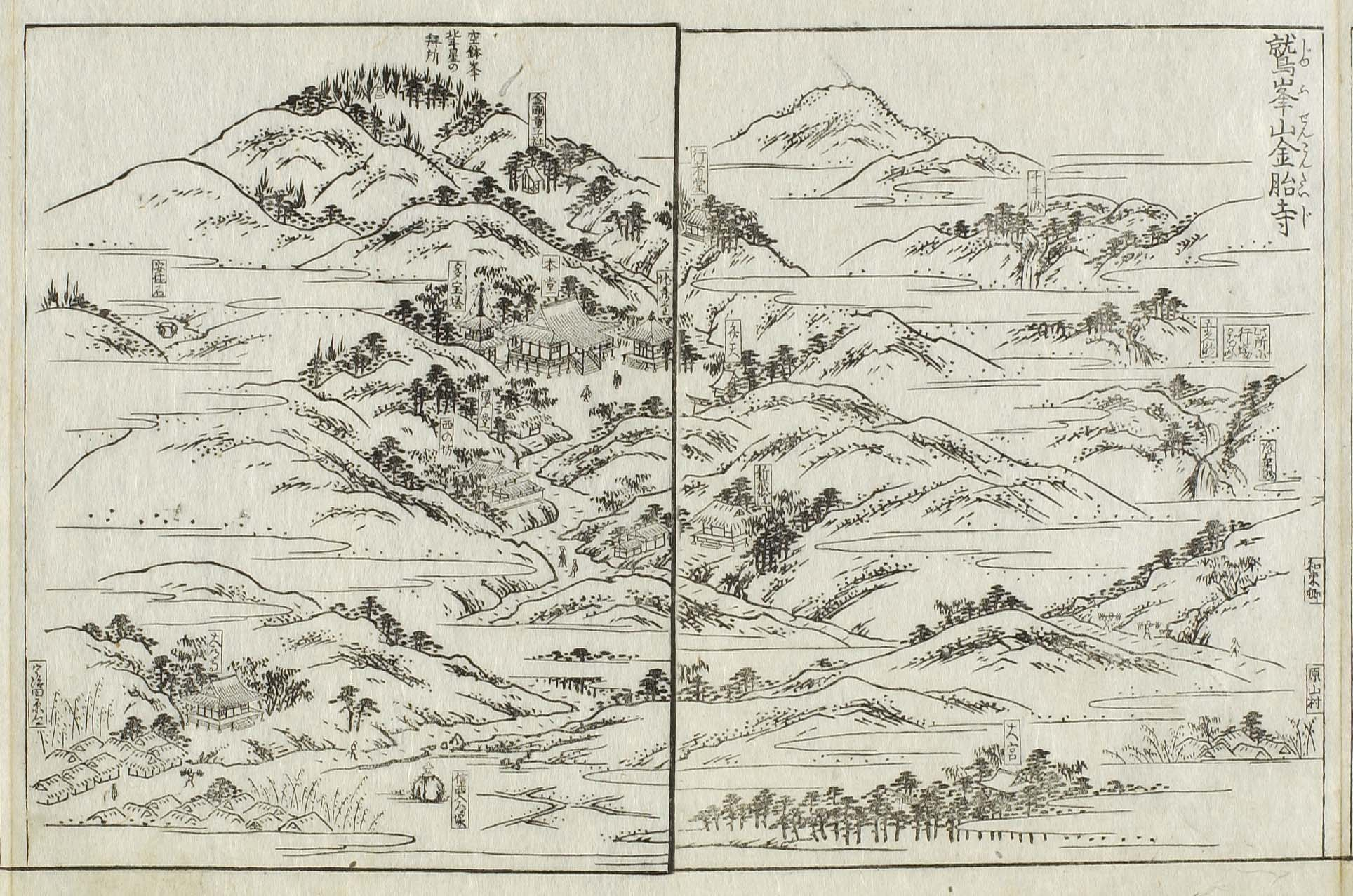
江戸時代の金胎寺（都名所図会）

### 古代
- 聖武天皇の恭仁京造営、紫香楽宮の造営によって、この地に恭仁京東北道が開設され交通の要衝地となった[4]。

### 近世
江戸時代
- 江戸時代、現和束町に含まれる諸村は「和束郷」と呼ばれており、和束郷の全村は皇室の領地である禁裏新御料であった[5]。

### 近現代
昭和
- 1954年（昭和29年）12月15日 - 相楽郡西和束村・中和束村・東和束村が合併し、和束町が誕生。
- 1956年（昭和31年） 9月30日 - 相楽郡湯船村を編入。
- 1970年（昭和45年）3月20日 - 町旗・町章を制定する[6][7]。

### 現代
平成
- 2013年（平成25年）10月4日 - 「日本で最も美しい村」連合への加盟が認定された。

## 行政

### 町長
- 町長 - 馬場正実（ばば まさみ）（2023年8月13日当選 - ）

| 代 | 氏名     | 就任年月日                 | 退任年月日                | 備考                              |
| -- | -------- | -------------------------- | ------------------------- | --------------------------------- |
|    | 上嶋恭二 | 1954年（昭和29年）12月15日 | 1955年（昭和30年）1月17日 | 町長職務執行者 合併時の西和束村長 |
| 1  | 上嶋恭二 | 1955年（昭和30年）1月25日  | 1959年（昭和34年）1月24日 |                                   |
| 2  | 矢野善一 | 1959年（昭和34年）1月25日  | 1959年（昭和34年）1月24日 | 合併時の東和束村長                |
| 3  | 中嶋清平 | 1963年（昭和38年）1月25日  | 1966年（昭和41年）8月20日 | 1期目途中で死去                   |
| 4  | 前田伴之 | 1966年（昭和41年）10月8日  | 1970年（昭和45年）10月7日 |                                   |
| 4  | 前田伴之 | 1970年（昭和45年）10月8日  | 1974年（昭和49年）10月7日 |                                   |
| 4  | 前田伴之 | 1974年（昭和49年）10月8日  | 1975年(昭和50年）3月16日  | 3期目途中で辞職                   |
| 5  | 宗英昭   | 1975年（昭和50年）4月27日  | 1979年（昭和54年）4月26日 |                                   |
| 5  | 宗英昭   | 1979年（昭和54年）4月27日  | 1983年（昭和58年）4月26日 |                                   |
| 5  | 宗英昭   | 1983年（昭和58年）4月27日  | 1987年（昭和62年）4月26日 |                                   |
| 5  | 宗英昭   | 1987年（昭和62年）4月27日  | 1991年（昭和3年）4月26日  |                                   |
| 5  | 宗英昭   | 1991年（昭和3年）4月27日   | 1995年（平成7年）4月26日  |                                   |
| 6  | 竹内文雄 | 1995年（平成7年）4月27日   | 1999年（平成11年）4月26日 |                                   |
| 6  | 竹内文雄 | 1999年（平成11年）4月27日  | 2001年（平成13年）3月21日 | 2期目途中で辞職                   |
| 7  | 堀忠雄   | 2001年（平成13年）4月22日  | 2005年（平成17年）4月21日 |                                   |
| 7  | 堀忠雄   | 2005年（平成17年）4月22日  | 2009年（平成21年）4月21日 |                                   |
| 7  | 堀忠雄   | 2009年（平成21年）4月22日  | 2013年（平成25年）4月21日 |                                   |
| 7  | 堀忠雄   | 2013年（平成25年）4月22日  | 2017年（平成29年）4月21日 |                                   |
| 7  | 堀忠雄   | 2017年（平成29年）4月22日  | 2021年（令和3年）4月21日  |                                   |
| 7  | 堀忠雄   | 2021年（令和3年）4月22日   | 2023年（令和5年）6月29日  | 6期目途中に急死                   |
| 8  | 馬場正実 | 2023年（令和5年）8月13日   |                           |                                   |

## 議会

### 町議会
- 和束町議会　定数：10人[10]

### 衆議院
- 任期：2021年（令和3年）10月31日 - 2025年（令和7年）10月30日（「第49回衆議院議員総選挙」参照）

| 選挙区                                                                            | 議員名   | 党派名     | 当選回数 | 備考   |
| --------------------------------------------------------------------------------- | -------- | ---------- | -------- | ------ |
| 京都府第6区（宇治市、城陽市、八幡市、京田辺市、木津川市、久世郡、綴喜郡、相楽郡） | 山井和則 | 立憲民主党 | 8        | 選挙区 |

## 施設

### 警察
本部
- 京都府警察 木津警察署

交番
- 和束交番（和束町釜塚京町）

駐在所
- 湯船駐在所（和束町湯船）

### 消防
本部
- 相楽中部消防組合

消防署
- 和束出張所（和束町大字釜塚小字下り松11番地の1）

### 医療
主な病院
- 和束町国民健康保険診療所

### 郵便局
主な郵便局
- 和束郵便局

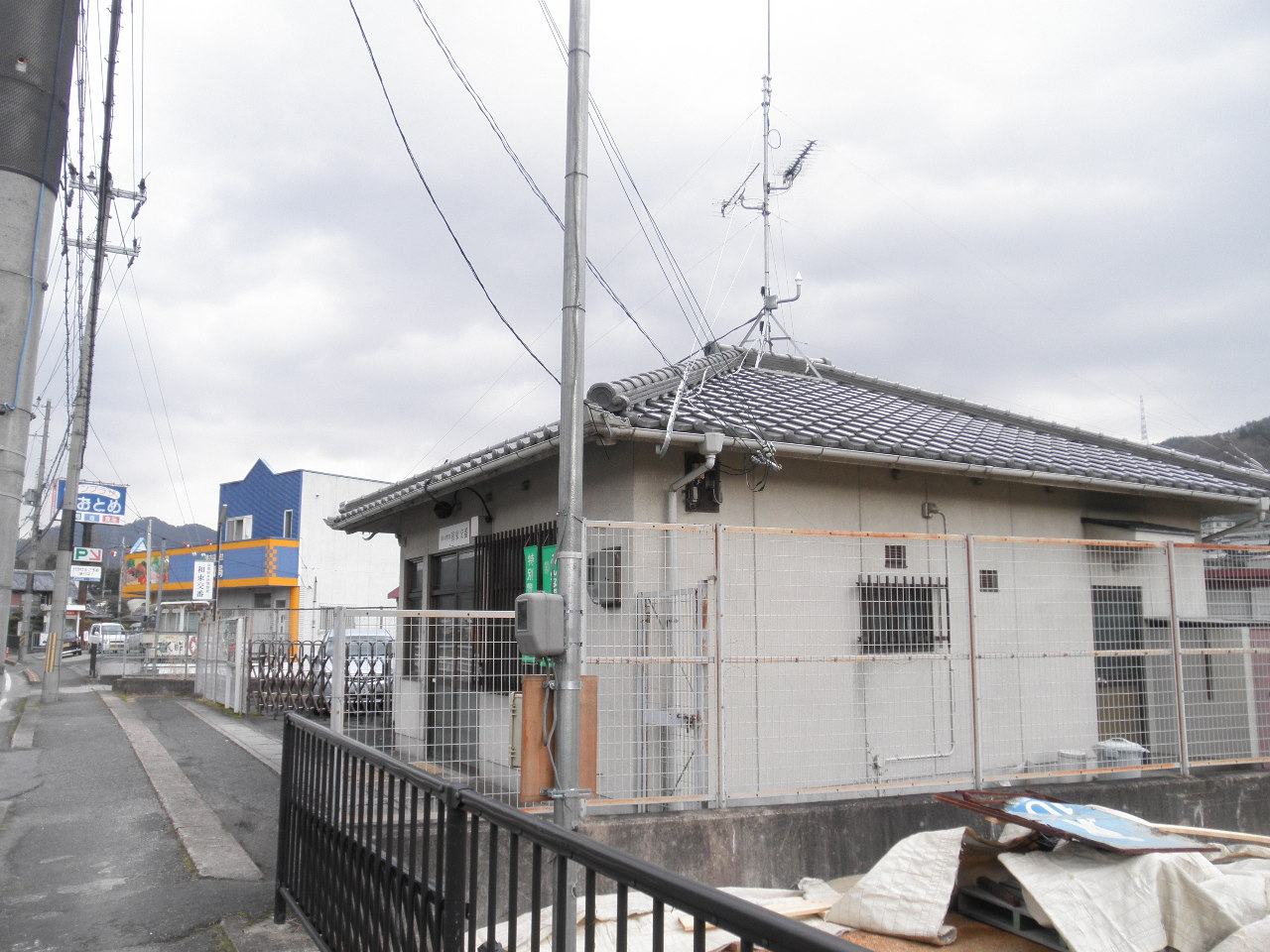
木津警察署和束派出所
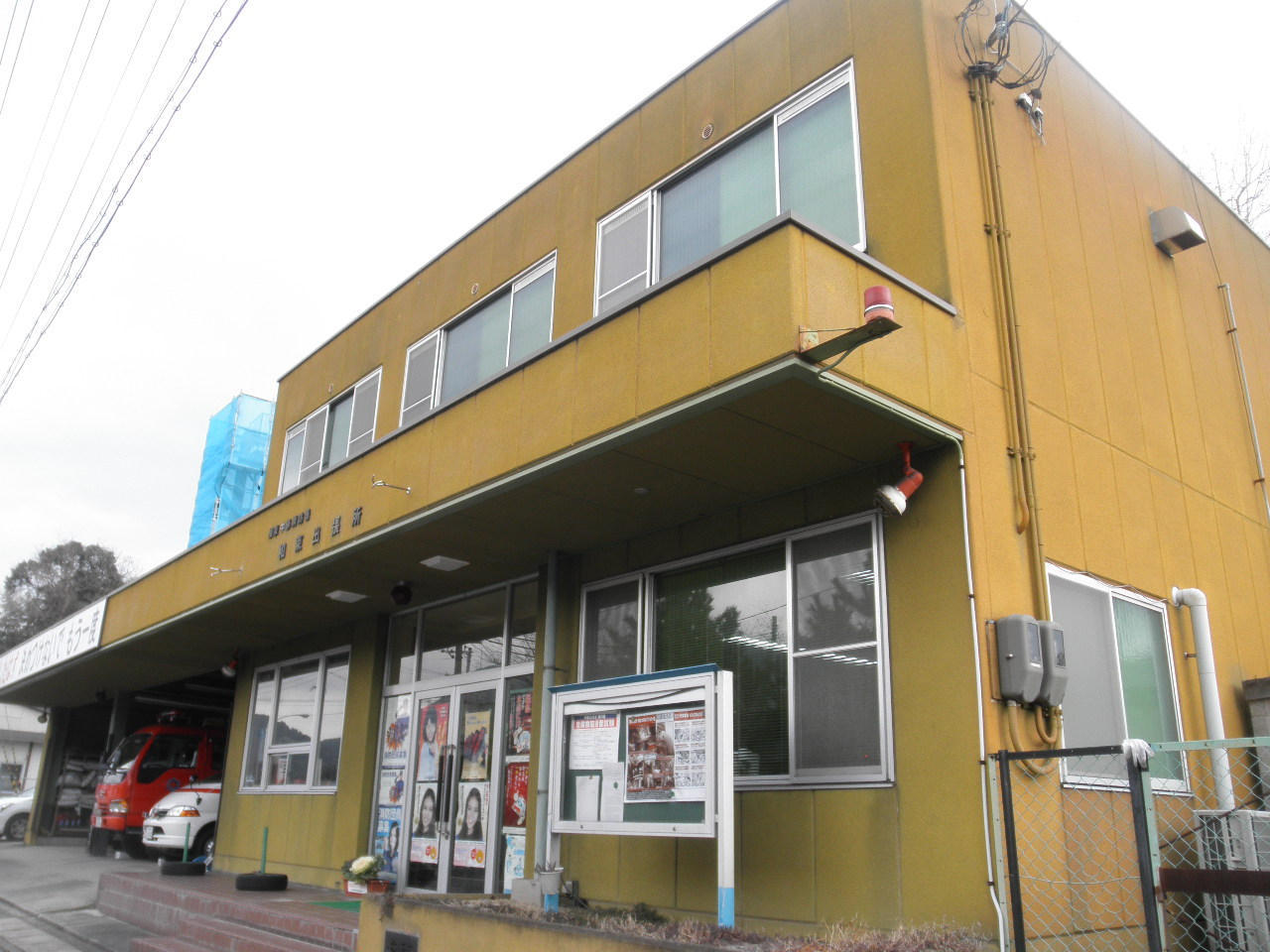
相楽中部消防組合相楽中部消防署和束出張所
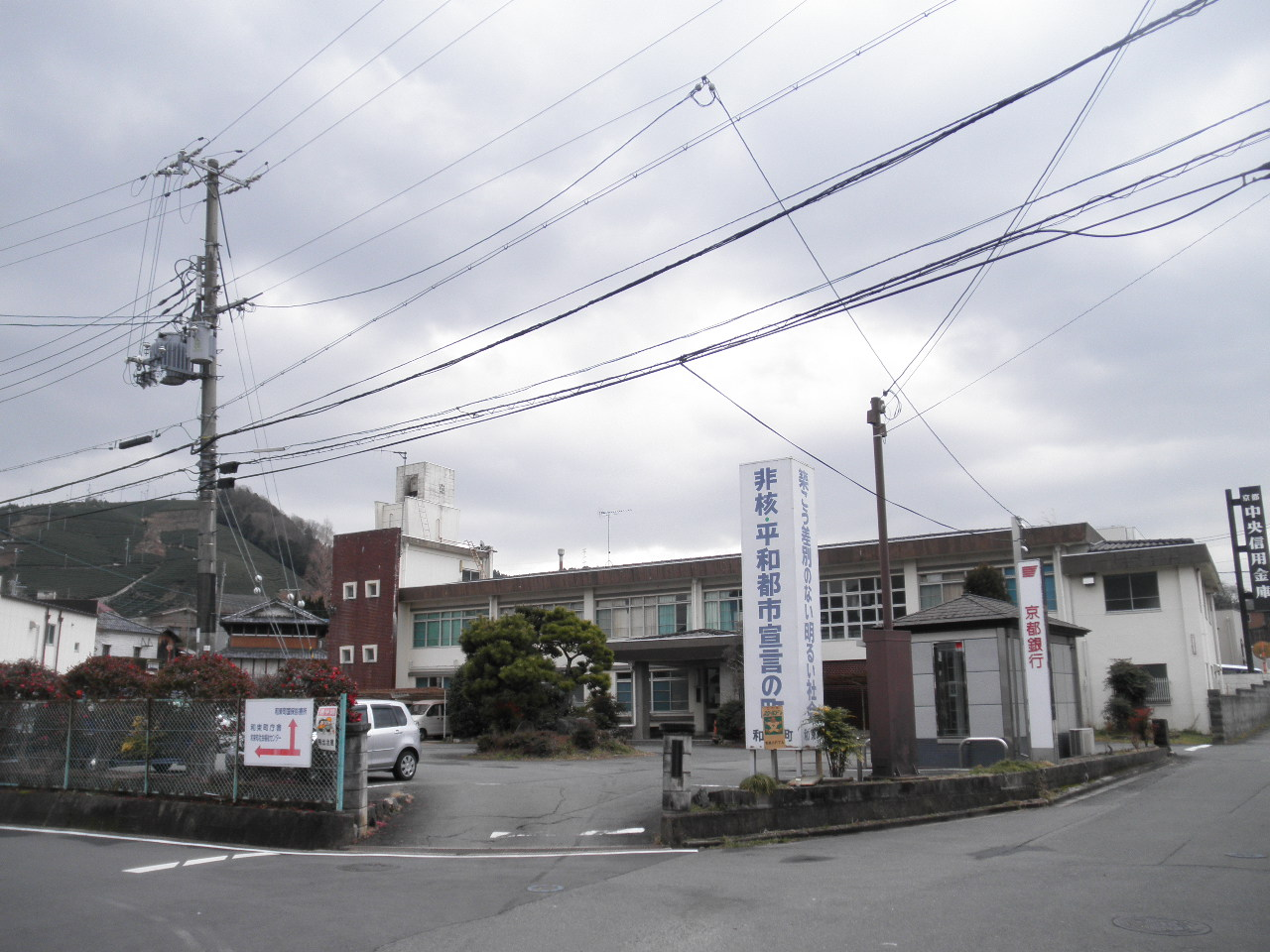
和束町国民健康保険診療所
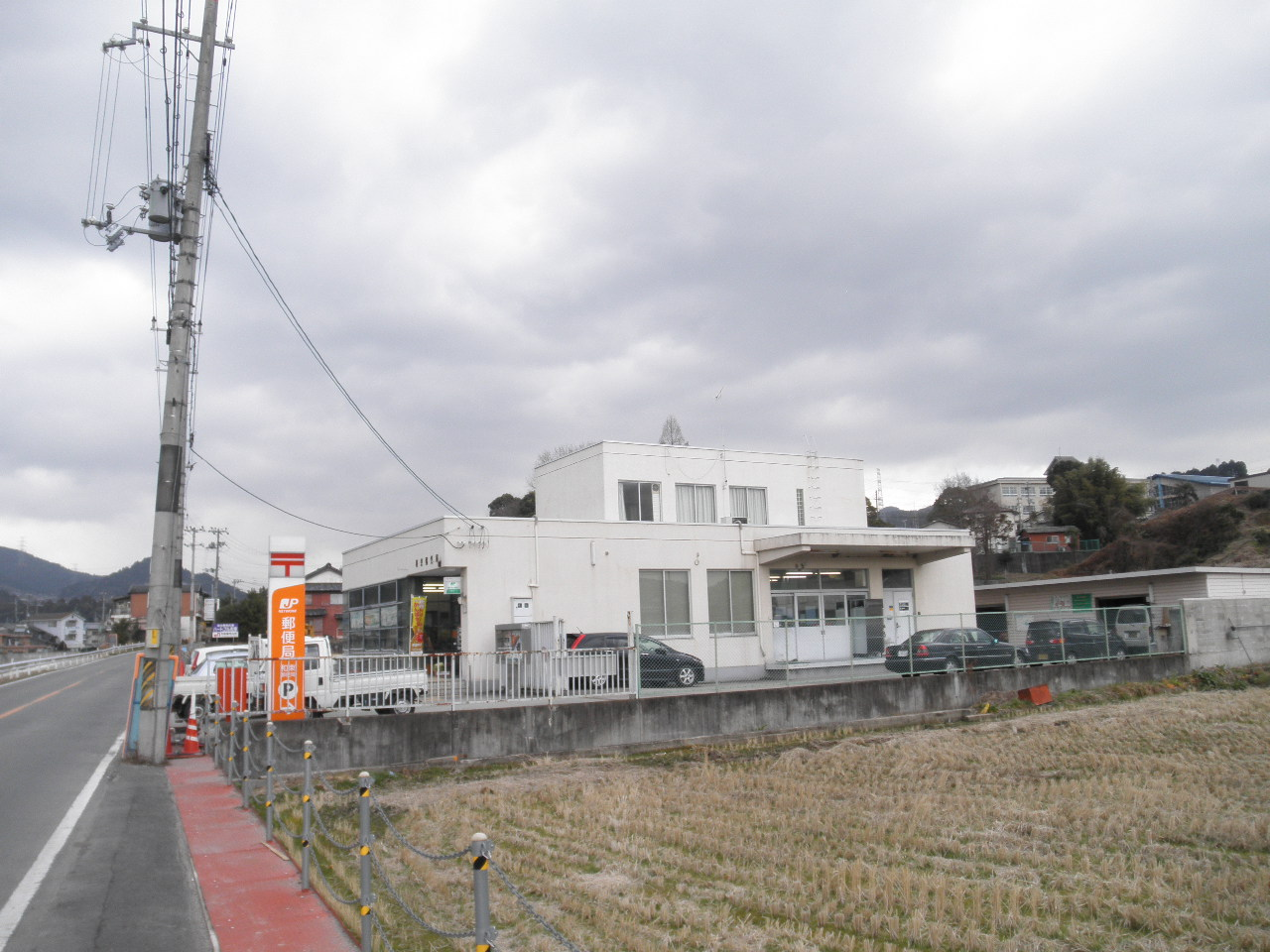
和束郵便局

## 対外関係

### 姉妹都市・提携都市
和束町には2015年現在､姉妹都市・提携都市は存在しない。

#### 国内
その他
- 日本で最も美しい村連合

美しい村づくり、ロゴマークの活用、サポーター会員制度、イベントの開催、広報活動を行っている地方自治体や地域の連合体に参加している。

## 経済

### 産業
主産業は農業（茶業）である。工業では2018年（平成30年）の事業所数は13件となっている。

### 和束茶の生産

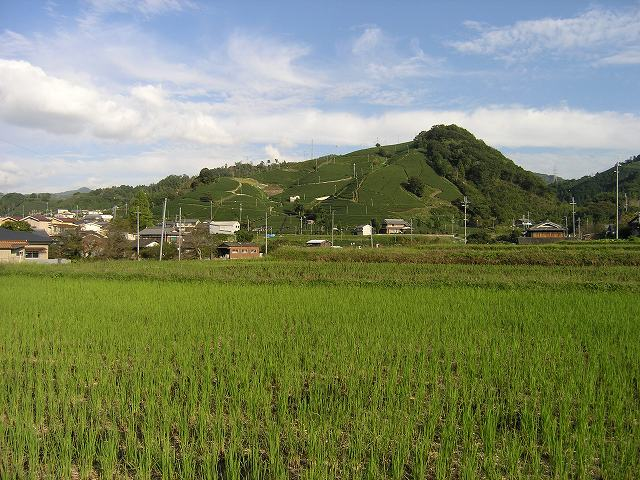
和束町の茶畑（山の斜面）

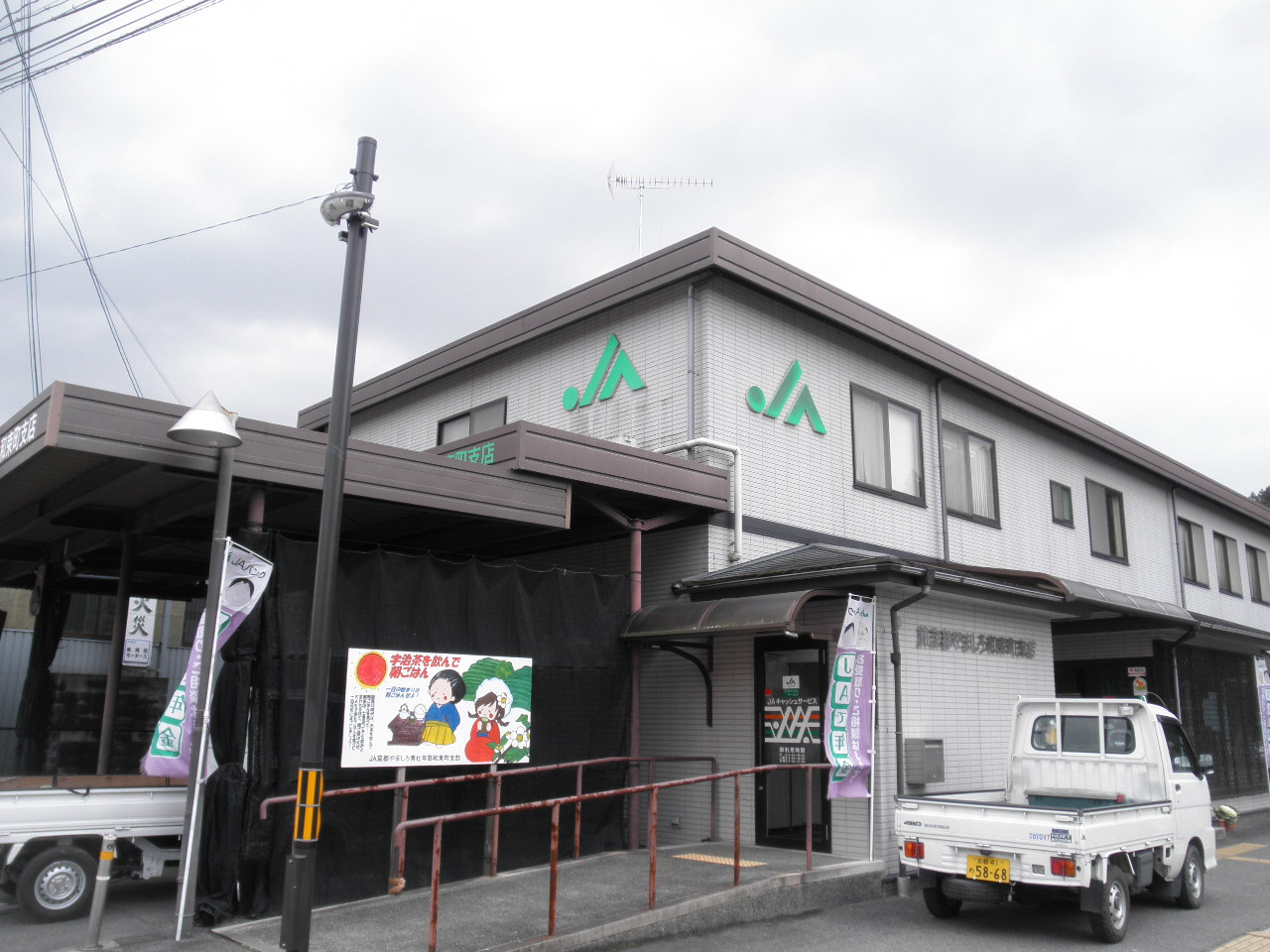
JA京都やましろ和束支店

#### 歴史
和束での茶の生産は鎌倉時代末期に始まり、歴史的には京都御所に納められるほどであった。しかし、明治時代においては宇治や宇治田原の茶よりも品質は下位とみられており、「山間地域にある茶産地のひとつに過ぎなかった」と和束町のウェブサイトには記載されている。明治後期には府下でトップの生産を誇る地域になったものの、依然として品質面では後塵を拝していた。その後、施肥の改善や品評会への参加、製茶機械の導入などにより、品質の改善が図られた。
2008年1月24日には、「宇治茶の郷　和束の茶畑」が京都府景観資産登録地区の第1号に認定された、
「茶源郷としての茶畑と瓦屋根の集落景観」と、「鎌倉時代から継承する茶文化」が評価され、2013年10月4日には和束町として「日本で最も美しい村連合」にも加盟している。

#### 生産量
和束で生産される大部分の茶は、茶問屋を通じて宇治茶として出回るため、「和束」の名は一般には広く知られていない。
しかし茶の生産量は京都府内でもっとも多く、煎茶についてはその47％を占める。
碾茶の生産量も増加し、2010年代半ばには全国トップクラスの生産量となった。
2017年（平成29年）時点の京都やましろ農業協同組合（JA京都やましろ）和束支店の茶の取扱高は約30億円（約1,200t）で、茶問屋が直接生産者から買い付ける相対販売も入れると40億円の市場となる。

## 生活基盤

### ライフライン

#### 電信
- NTT西日本

市外局番
市外局番は、0774（市内局番は20～99）となっている。
なお、NTT西日本では市内局番78と99(6000～6999)を和束町の一般加入電話に割り当てている。
- 0774（20～99）エリア（宇治MA）
  - 宇治市、城陽市、京田辺市、木津川市、久御山町（佐山地区）、精華町、和束町、井手町、宇治田原町

## 教育

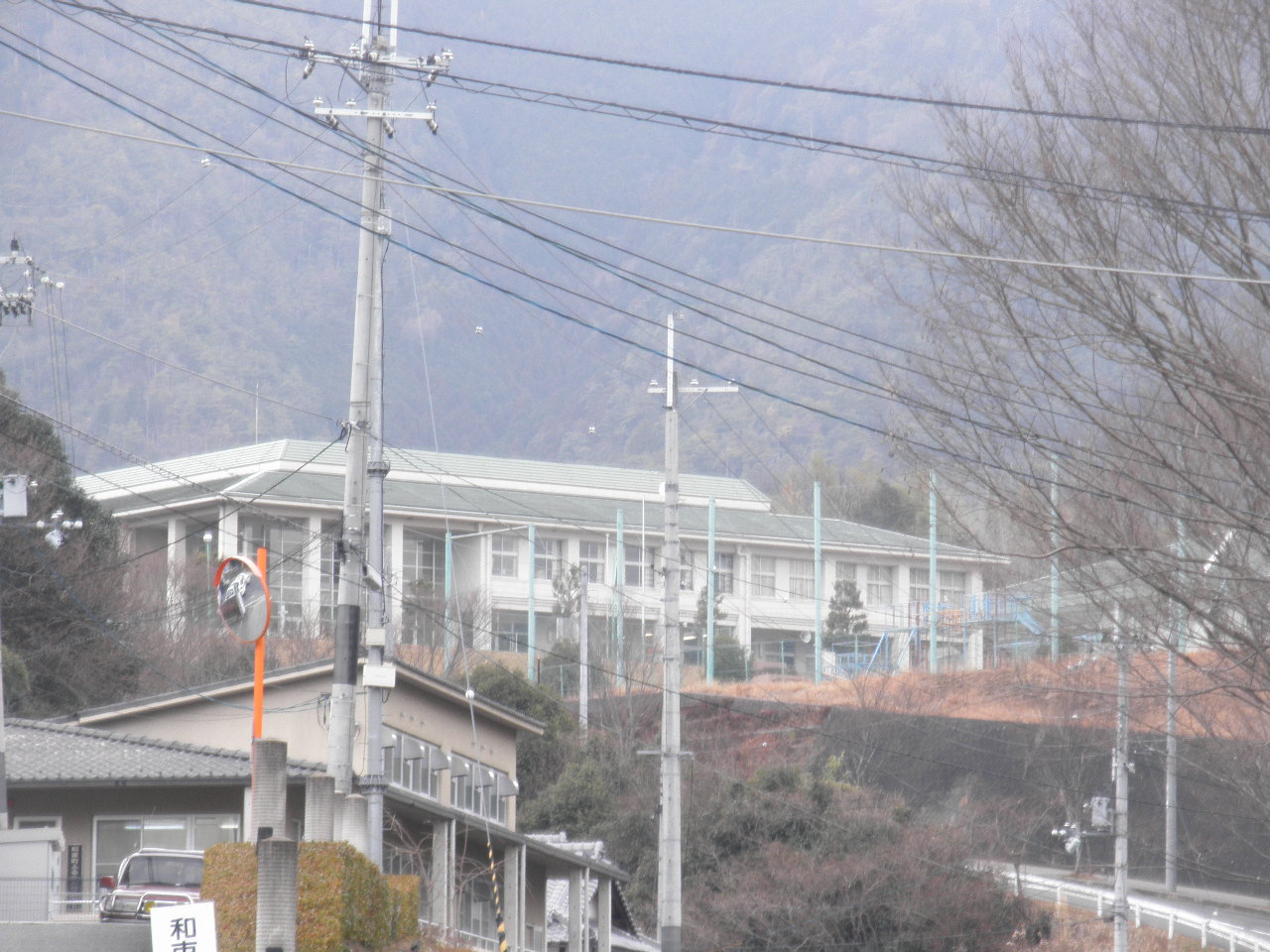
和束小学校

### 中学校
公立
- 相楽東部広域連合立和束中学校

### 小学校
公立
- 相楽東部広域連合立和束小学校

### 保育園
- 和束保育園

### 廃校
高等学校
- 京都府立木津高等学校和束分校（1989年3月31日廃止、農茶業科、家政科）

中学校
- 和束町立和束中学校湯船分校（1962年5月1日廃止、和束中学校へ統合）

小学校
- 和束町立中和束小学校（1992年3月31日廃止、和束小学校へ統合）
- 和束町立東和束小学校（1992年3月31日廃止、和束小学校へ統合）
- 和束町立西和束小学校（1992年3月31日廃止、和束小学校へ統合）
- 和束町立湯船小学校（1992年3月31日廃止、和束小学校へ統合）

## 交通

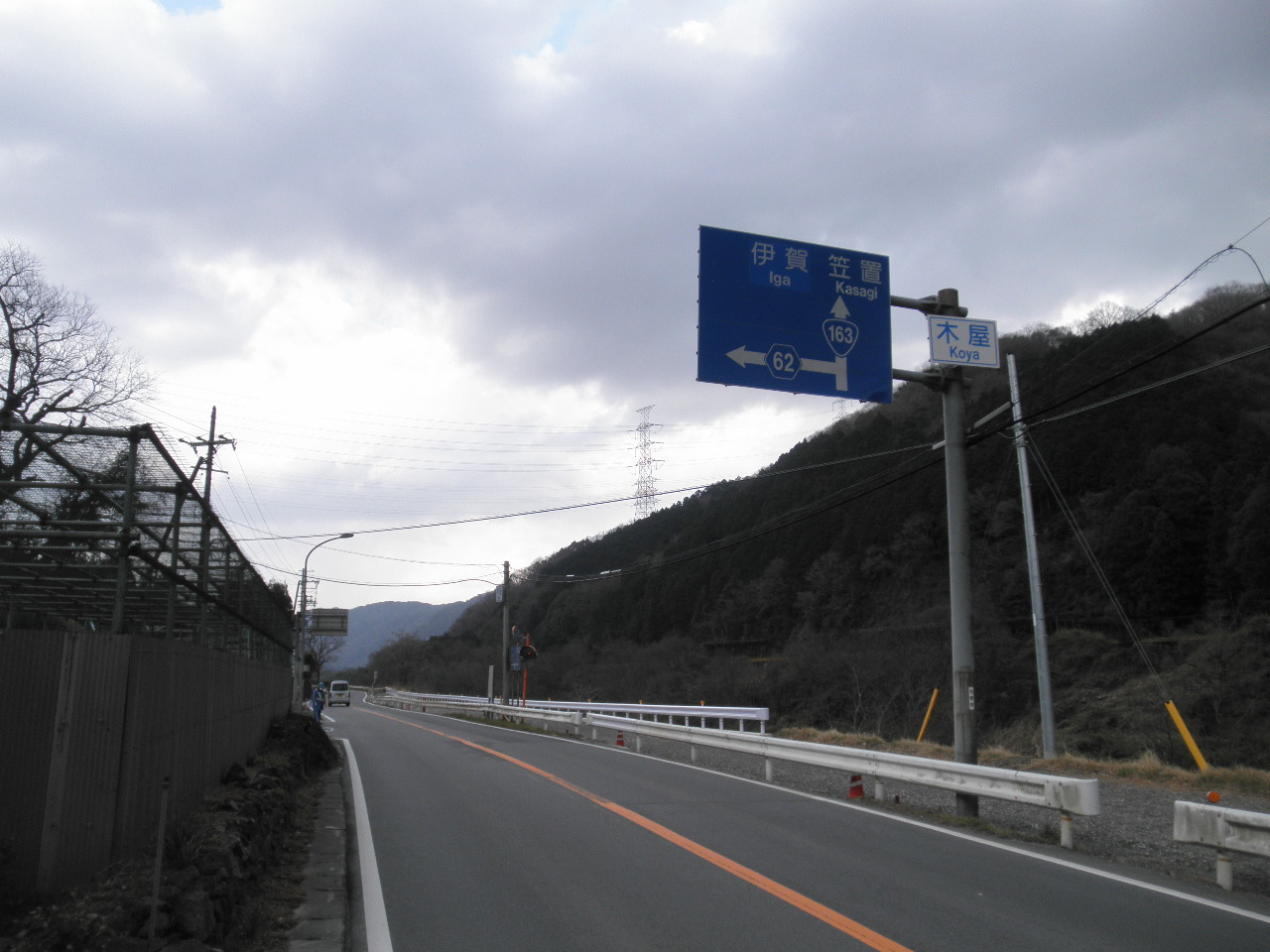
木津川沿いを縦断する国道163号
木屋字立花で撮影

### 鉄道

#### 鉄道路線
相楽郡では唯一、町内を鉄道が通過していない。鉄道を利用する場合、駅から町内への路線バスが通じている最寄り駅はJR西日本関西本線（大和路線）加茂駅である。町北東端部の湯船地区の一部は加茂駅より信楽高原鐵道信楽駅のほうが近く、また町南東端の木屋地区は加茂駅より関西本線笠置駅のほうが近い。

### 路線バス
- 奈良交通（和束木津線、平城営業所） - 加茂駅と和束町中心部を結んでいる。日中は概ね1時間に1便運行されている。時刻表・運賃表
  - 加茂駅西口 - 奥畑口 - 和束高橋 - 撰原 - 白栖口 - 和束長井 - 和束山の家 - 和束河原 - 中和束 - 和束中学校 - 和束小学校 - 東和束 - 和束町原山
- 相楽東部広域バス（JR関西本線サポートバス、キタモリ交通） - 関西本線に並行して加茂駅 - 月ケ瀬口駅間に運行されており途中にある笠置駅・大河原駅にも立ち寄るほか、関西本線の駅のない場所にも停車する。当町内では町域南端部の国道163号線上、木津川沿いの木屋地区に停車する（木屋地区の対岸には関西本線が通っているが駅はない）。
  - 加茂駅西口 - 木屋 - 笠置駅 - 笠置いこいの館 - 笠置町役場前 - 有市口 - 下有市 - 上有市 - 大河原駅 - 南山城村役場前 - 南大河原会館前 - 押原 - 月ヶ瀬ニュータウンガス店 - 道の駅お茶の京都みなみやましろ村 - 月ケ瀬口駅
- 茶源郷乗合交通 WazCar - 町内の集落や公共施設、奈良交通の停留所を結ぶデマンドタクシーである。西・中・東・湯船エリアとも毎日9時から17時の運行であるが、湯船エリアについては奈良交通の路線が短縮された区間となるため、補完として平日に限り6時から20時まで運行されている。予約は電話および専用サイトにて受け付けている。

### 道路

#### 国道
- 国道163号

#### 府道
主要地方道
- 京都府道・滋賀県道5号木津信楽線
- 京都府道62号宇治木屋線

一般府道
- 京都府道283号奥山田射場線
- 京都府道321号和束井手線

### 道の駅
現在は町内に道の駅はない。1993年4月22日に京都府下の登録第1号として道の駅茶処 和束が登録されたが、2004年に登録抹消され、全国初の道の駅登録抹消となった。
現在は町内の茶農家などが中心となって運営する和束茶カフェが、茶農家直売のお茶や、地元主婦グループが作るお茶を使った佃煮やスイーツなどを販売しながら、町内の見どころ案内などもしており、情報発信や観光の拠点としての役割を担っている。

## 観光

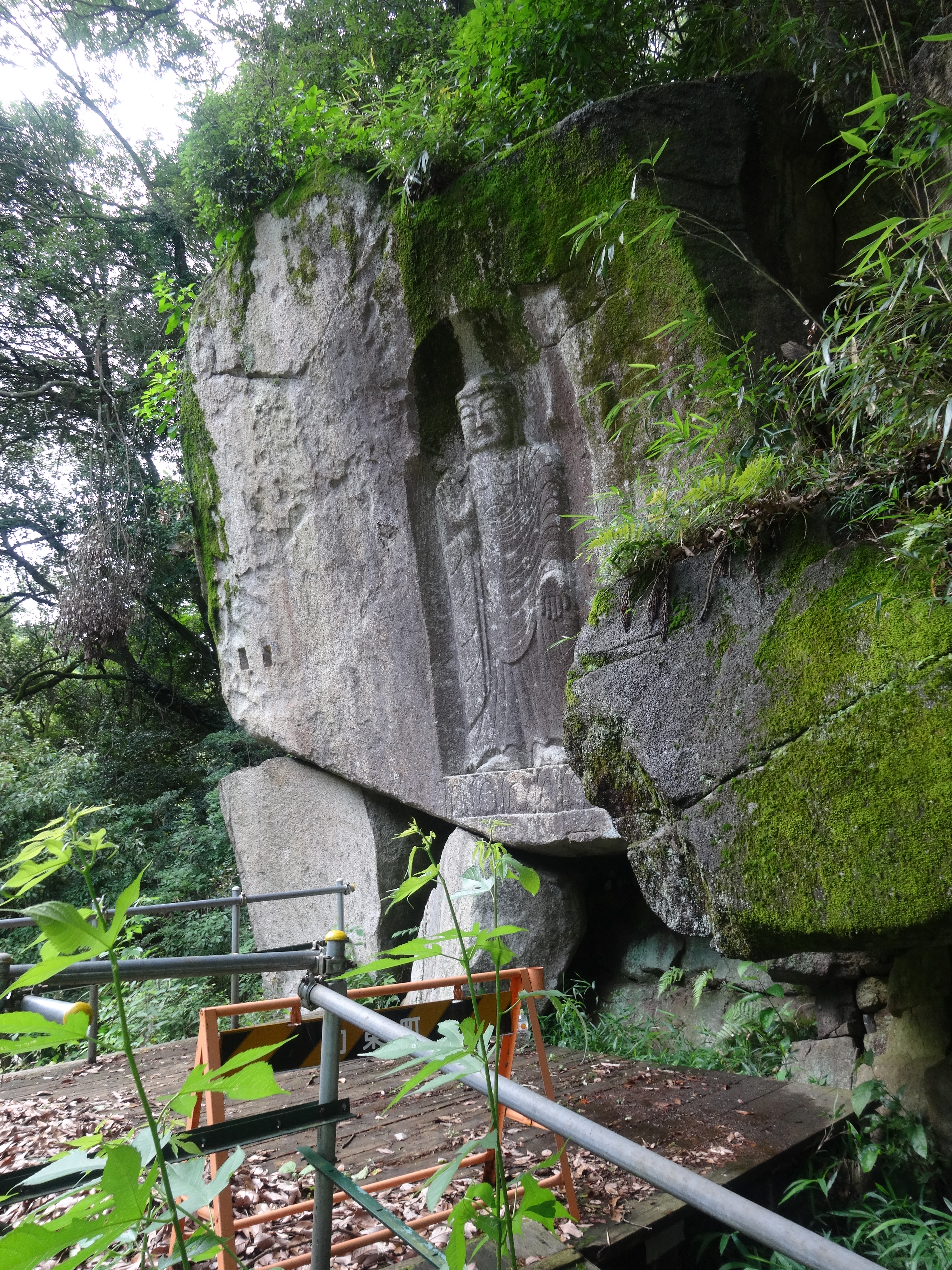
弥勒磨崖仏

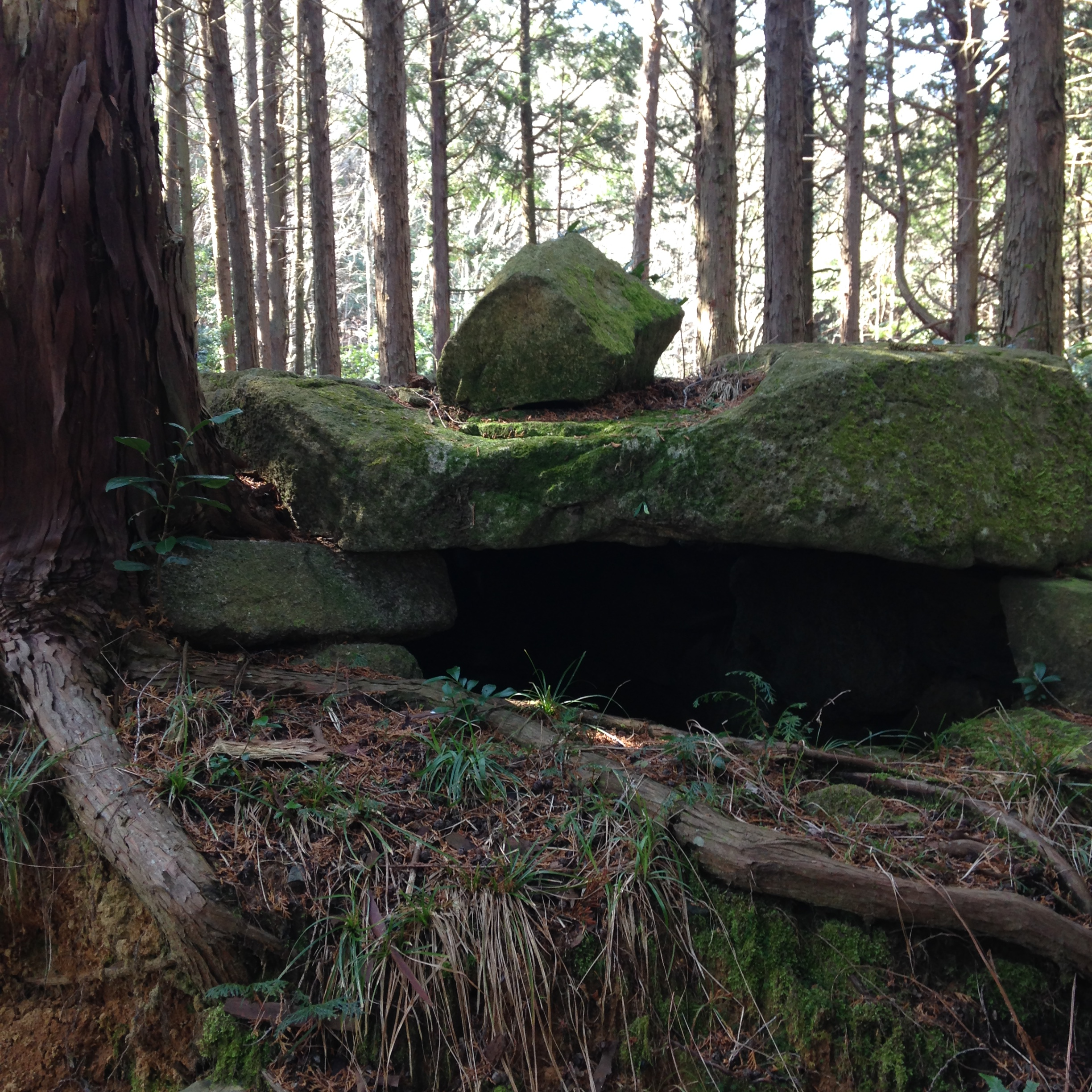
坂尻一号墳

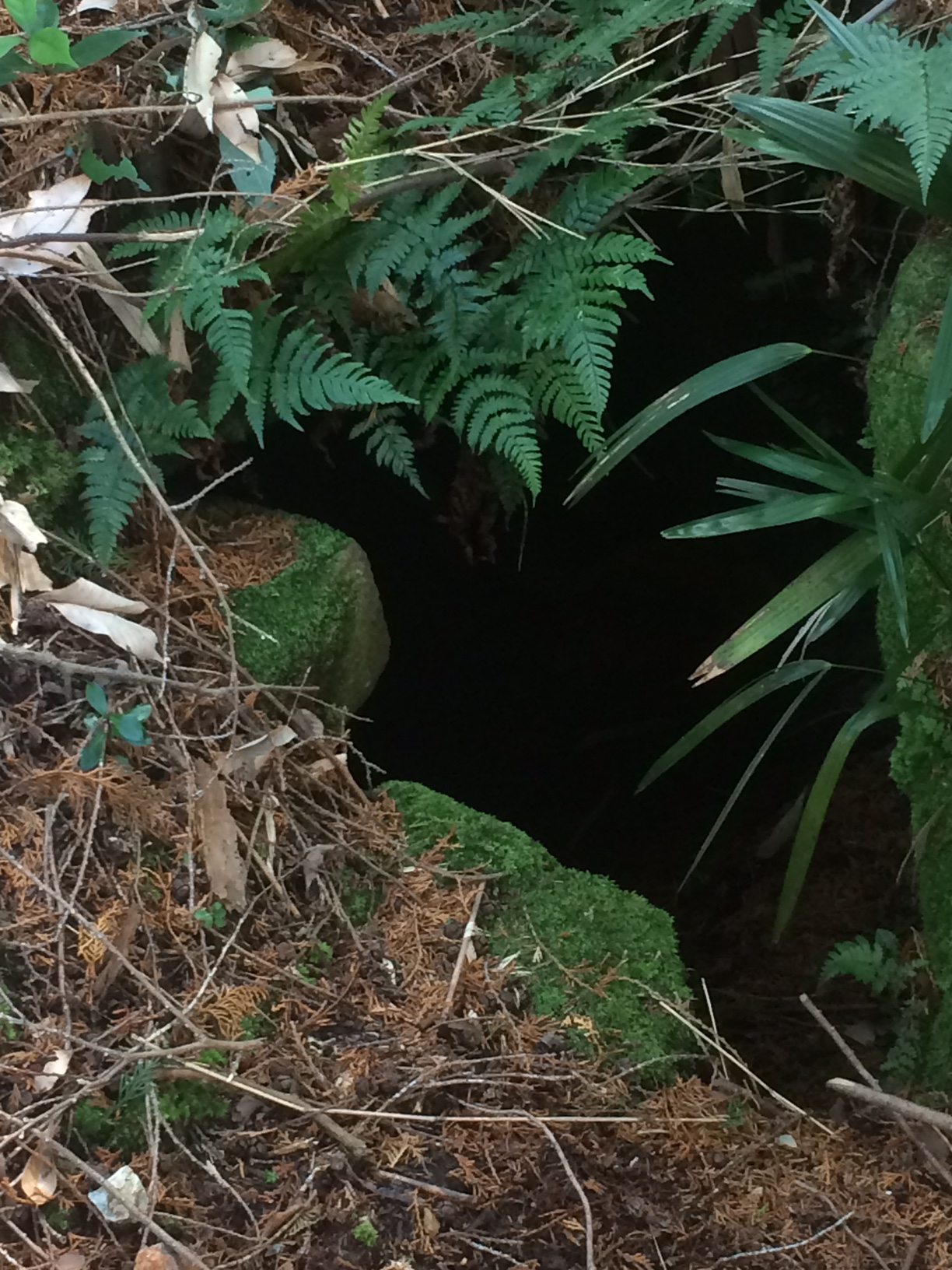
坂尻二号墳の石室入り口

### 名所・旧跡
主な神社
- 和束天満宮

主な寺院
- 金胎寺 - 北山上鷲峯山
- 正法寺 - 安積親王の供養のために行基が建立した寺院。

主な史跡
- 撰原子安地蔵
- 弥勒磨崖仏 (京都府和束町) - 和束川北岸の花崗岩（高さ613cm、幅622cm）を掘り込んで作られている。

主な遺跡
- 安積親王陵墓[17] - 安積親王は、聖武天皇の後継ぎであった親王。
- 坂尻1・2号墳 - 古墳後期のもの。1号墳は円墳で、茶畑の開発により墳丘の封土が削られ、横穴式石室の天井石が露出している。2号墳は1号墳のすぐ北にある。

### 観光スポット
- 和束茶カフェ - 平成20年に和束町の茶農家直売のお茶や、地元主婦グループのお茶を使った佃煮やスイーツを販売する和束茶カフェができ、和束茶や和束町の情報発信の場となっている[16]。
- 和束町の茶畑 - 京都府景観資産第1号

## 文化・名物

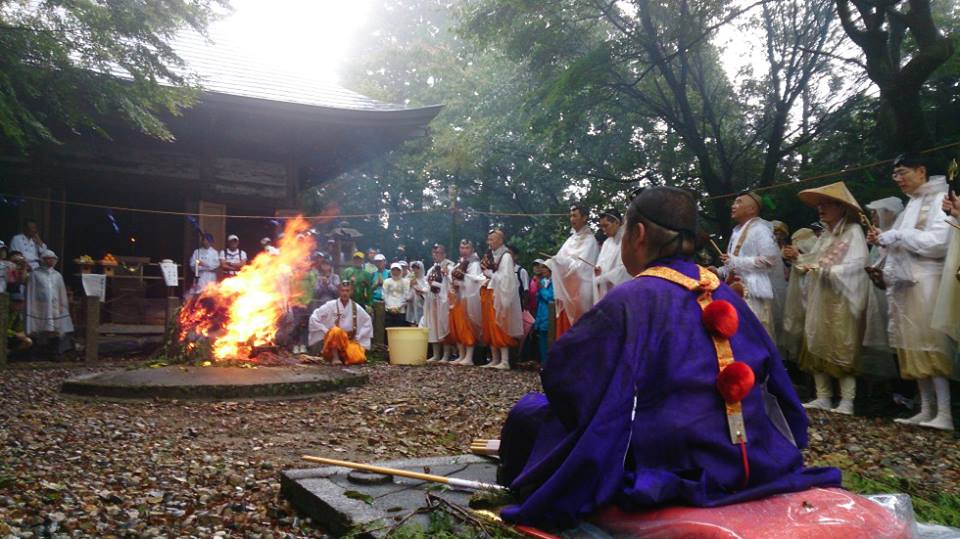
金胎寺で行われる、大護摩法要の写真

### 祭事・催事
- 金胎寺大護摩法要（9月第1日曜日）
- お茶供養　護摩（同上）
- 和束天満宮大祭（10月）
- 鷲峯山金胎寺　紅葉祭り　（11月23日の前後休日含む）
- 茶源郷まつり（11月頃　元産業祭、グリーンフェスタを経て現在に至る）
- 春を呼ぶ茶源郷からの灯り（2月頃）

### 名産・特産
- 茶（和束茶）
- 松茸
- トマト

## 著名な出身者
- 今村克彦（教師、株式会社 Office REYの代表者、作家、ミュージシャン）
- 森本サイダー（ピン芸人）